# Niels Pape
Niels Jørgen Pape (4. juni 1938 – 4. april 2015) var en dansk kommunalpolitiker og borgmester.

## Civil karriere
Pape blev født i 1938 i Nørre Galten, hvor han voksende op og startede sin erhvervskarriere som landmand. Han skiftede i begyndelsen af 1960'erne erhverv efter endt uddannelse som landbrugstekniker fra Vejlby Landbrugsskole.

## Politisk karriere
Under kommunesammenlægningerne til den daværende Hadsten Kommune var Pape en af drivkræfterne bag foreningen af de tidligere Venstre-vælgerforeninger. Han blev valgt til byrådet i Hadsten Kommune ved 1989 og indtrådte i 1990. Fire år senere blev han spidskandidat for Venstre, som vandt valget. Derefter kunne han betræde borgmesterposten i én valgperiode fra 1994 til 1998.

## Fodnoter
1. 1 2  Christensen, Niels Holmgaard (10. april 2015): "Mindeord: Niels J. Pape". Århus Stiftstidende, s. 16.
2. ↑  En dag med gamle minder - Favrskov Avisen

|  | Artiklen om Niels Pape kan blive bedre, hvis der indsættes et (bedre) billede Du kan hjælpe ved at afsøge Wikimedia Commons for et passende billede eller uploade et godt billede til Wikimedia Commons iht. de tilladte licenser og indsætte det i artiklen. |